# Louviers

Louviers este o comună în departamentul Eure, Franța. În 1 ianuarie 2022 avea o populație de 18.347 de locuitori.